# Soupe
Synonyme de « Soupe » : Potage (signification proche au sens actuel).
 (janvier 2016).
Si vous disposez d'ouvrages ou d'articles de référence ou si vous connaissez des sites web de qualité traitant du thème abordé ici, merci de compléter l'article en donnant les références utiles à sa vérifiabilité et en les liant à la section « Notes et références ».
Une soupe désigne originellement une tranche de pain trempée de bouillon, de potage, ou d'autres liquides. Par extension, l'usage a attribué le mot aux potages, qu'ils soient ou non complétés de pain.
Ainsi, couramment, la soupe est un aliment liquide ou onctueux (exceptionnellement sans part liquide), froid ou chaud, qui est généralement servi au début du repas ou en plat unique.
Le potage correspond, dans le repas occidental classique, au troisième plat (après le hors-d'œuvre).
La plupart des potages traditionnels sont composés de légumes et légumineuses cuits, auxquels on ajoute parfois divers compléments : protéines animales (viandes, poissons, lait, œufs, fromages), matières grasses (lard, beurre, huile, crème fraîche…), épaississant (farines ou fécules), exceptionnellement des fruits. Il existe une grande variété de soupes dans toutes les gastronomies mondiales, dont des soupes de nouilles.
Des desserts ayant l'apparence de soupe peuvent en prendre le nom dans leur dénomination, par exemple la soupe aux fruits rouges.
Chiens, chats et cochons peuvent aussi consommer leurs aliments en soupe.

## Aspects historiques

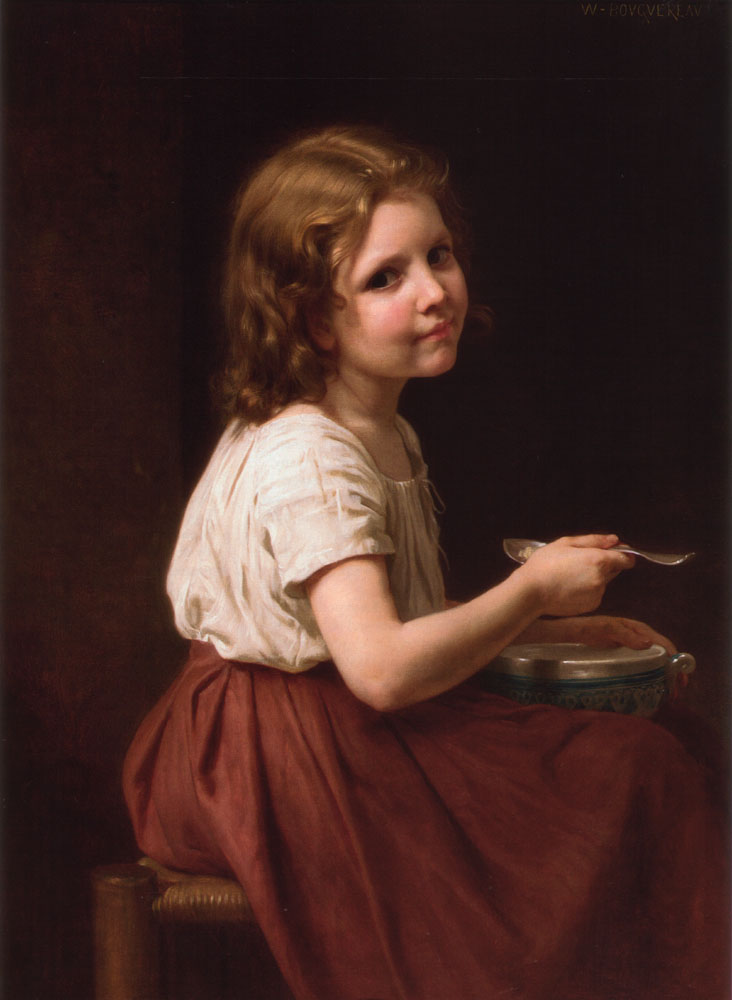
« Mange ta soupe, tu seras plus grande » est une expression populaire en puériculture (œuvre de William Bouguereau, XIXe siècle).

### Les bouillons
La soupe la plus répandue est celle des cuissons au bouillon. Plongés et cuits dans l'eau bouillante, légumes et autres denrées sont les seuls ingrédients (avant le XXe siècle, elle représente sûrement plus de 98 % des soupes consommées). Souvent l'eau de cuisson — le bouillon — était consommée séparément des denrées solides ou des légumes pilés.
Les bouillons de viande ou poisson clarifiés sont aussi appelés consommés. Ils peuvent être liés à l'œuf (velouté).
La prédominance de la cuisson au bouillon s'explique par la praticité de la cuisson, qui peut se faire sans surveillance. En effet, l'isotherme 100 °C de l'ébullition donne une température non préjudiciable aux denrées. Cela permet également la pratique de la marmite perpétuelle, c'est-à-dire une marmite dans laquelle les aliments sont placés et cuits en continu, dans certains cas pendant des décennies.

### Les sucres lents ajoutés
Une bonne partie des autres soupes nécessitent, quant à elles, des techniques et des outils plus élaborés. C'est le cas des soupes mixées et aussi les soupes épaissies avec de la farine. Ces soupes épaissies nécessitent une surveillance active de la cuisson. On évitait d'introduire des farines dans le bouillon car la cuisson devenait compliquée même à partir d'une faible concentration de farine.
Une alternative à celles-ci fut l'apport de sucres lents : légumineuses, pâtes et pain sec furent des additifs très courants car plus pratiques. Au Moyen Âge, dans les campagnes, le pain était très souvent conservé sec : on ne chauffait pas le four banal tous les jours, mais plutôt une fois tous les quarante jours. Même lorsque les fournées sont plus fréquentes, il est d'usage d'utiliser du pain rassis. Le rajout de vermicelles est populaire depuis le début du XIXe siècle.
Exemples :
- dans le Poitou, le mijet, une soupe froide traditionnelle de pain sec arrosé de vin et d'eau ;
- le kig ha farz breton (littéralement : « viande et farce »). Il se cuit exactement comme un bouillon. Sa part liquide est consommée en même temps, servie dans un bol séparé. Il nécessite un sac de toile très solide que l'on remplit d'une bouillie sommaire, qui est cuite au bouillon, devenant ensuite « farz », un « pain » à base de farines (blé noir, etc.). Le farz est réutilisé sur plusieurs repas, mais émietté ou en tranches frites ou froides.

### Ajouts post-cuisson

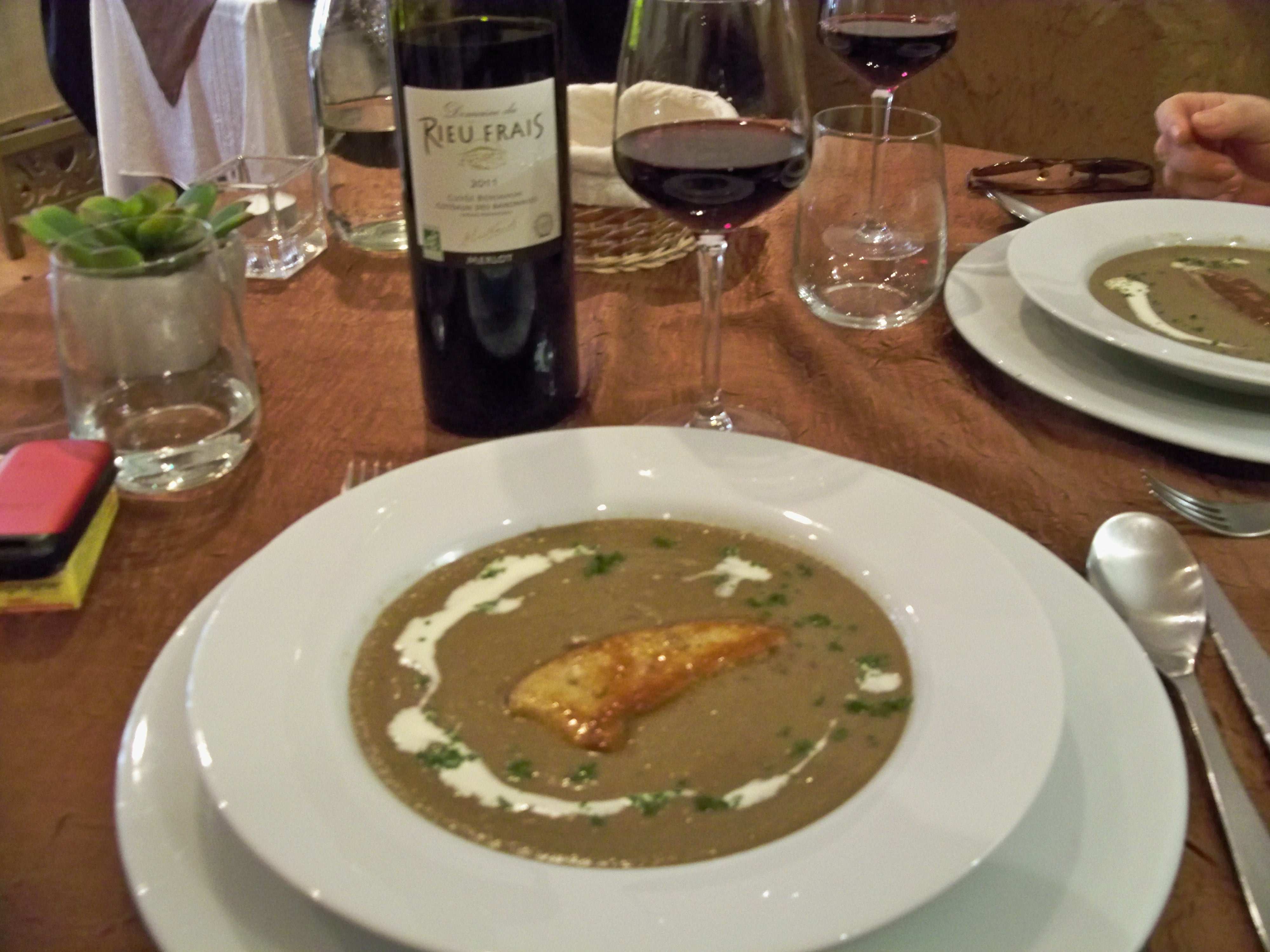
Soupe de lentilles à la crème et au foie gras.

Les techniques de rajout d'ingrédients après la cuisson sont communes et anciennes (par exemple : de la crème, fromages, croûtons, oignons frits, etc.).

### L'ère industrielle
Si les soupes sont très anciennes, l'ère moderne industrielle fait découvrir, connaître leur diversité (par la production en grande quantité, les emballages, les moyens et additifs de conservation). De nouveaux condiments élaborés technicisent et fleurissent ces soupes.
L'apparition des outils élaborés de cuisine et l'industrialisation les popularisent donc à partir du XXe siècle.
- C'est dans les années 1830 que débutent :
  - la pasteurisation artisanale des légumes en bocaux ;
  - les conserves ;
  - les poudres lyophilisées (Maggi, Knorr) (de l'Allemand Carl Knorr et du Suisse Julius Maggi). De même, l'invention et la commercialisation de bouillons déshydratés, sous forme de bouillon cube, permettent la confection rapide de bouillons clairs variés.
- Cent ans plus tard, mises en bouteille, elles deviennent populaires en ville.

## Étymologie
Le terme soupe vient du latin tardif suppa, « tranche de pain sur laquelle on verse le bouillon », sens que le mot avait jusqu’au XVIe siècle et que l’on retrouve dans des expressions archaïques comme « tailler la soupe », « tremper la soupe » ou « trempé comme une soupe ».
Le terme potage vient du mot « pot » : légumes portés à ébullition, cuits dans un pot. Il a aussi donné un mot ancien en désuétude, avant de désigner le jardin potager, il a aussi désigné le potager, ancêtre de la cuisinière, un système antique, qui servait aux cuissons de tous les mets très délicats, élaborés (mijotage, etc.) par exemple pour les veloutés.

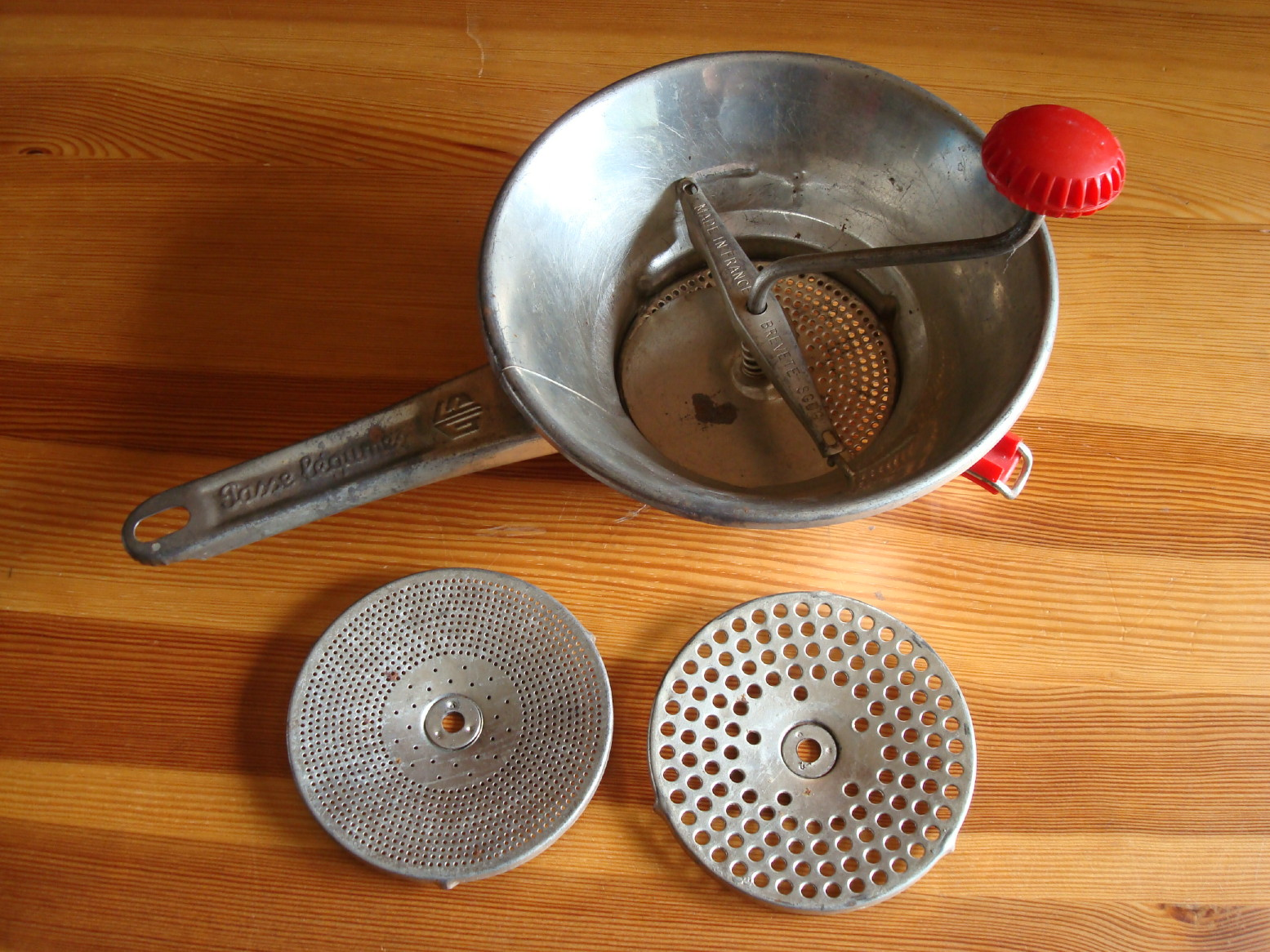
Moulin à légumes « Passe légumes ».
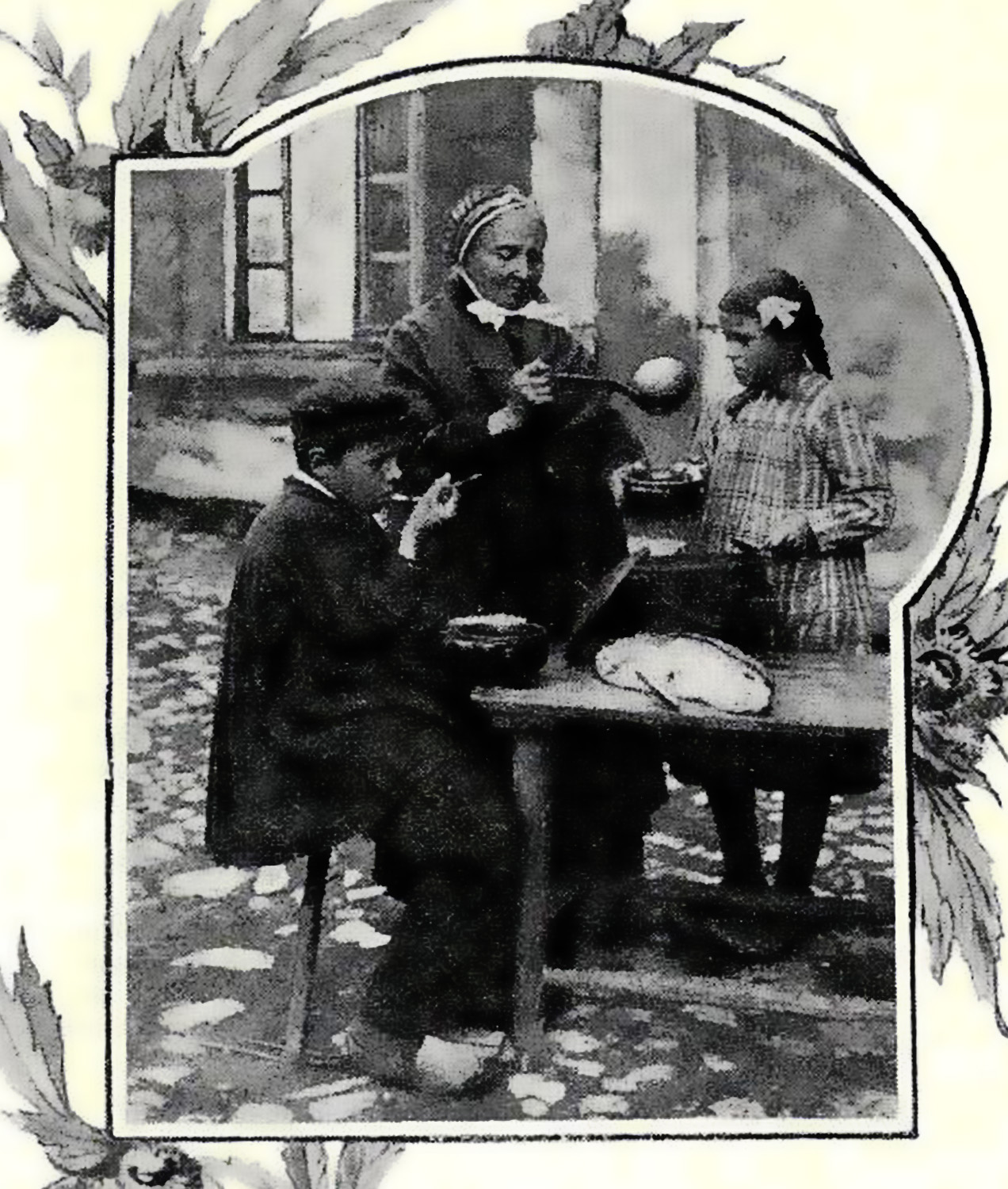
La soupe dans les années 1900.
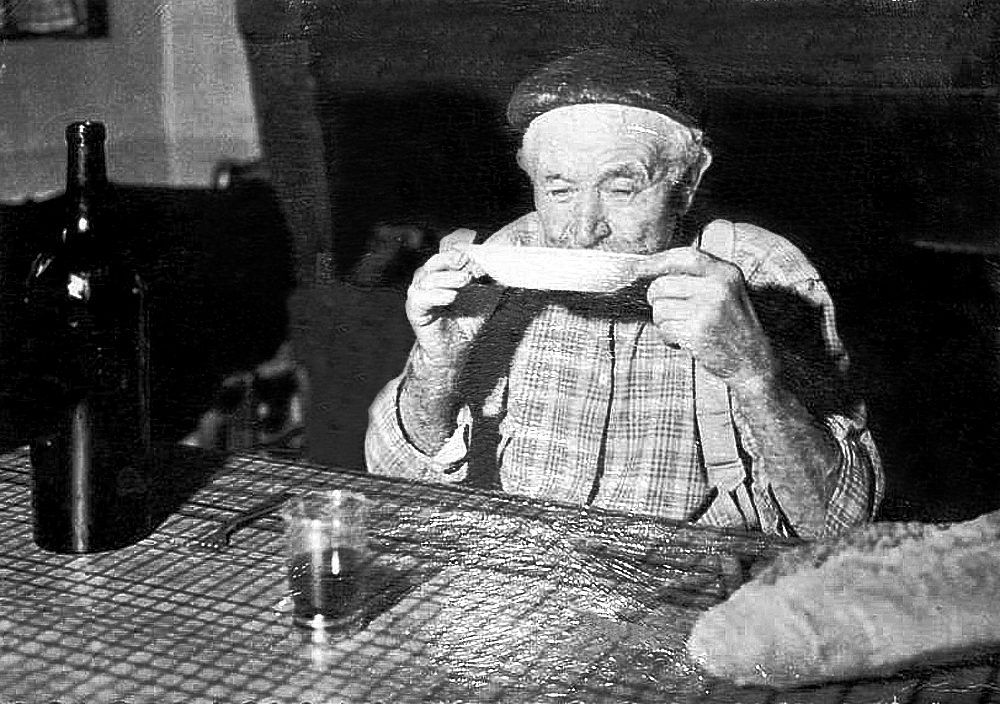
Chabrot dans une soupe.
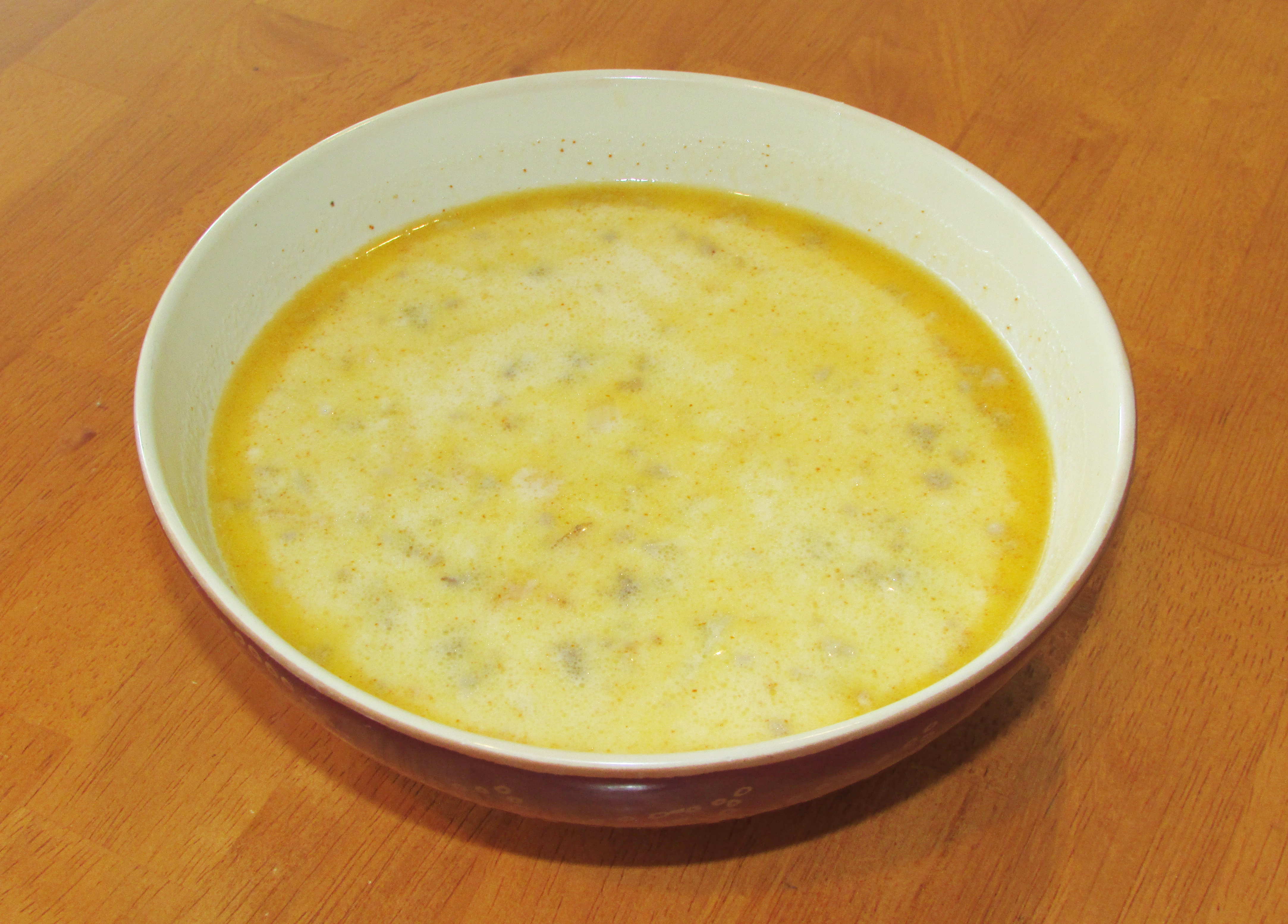
Bol de soupe toscane.

## Typologie
Un grand nombre de plats peuvent être regroupés dans la famille des soupes. Beaucoup d'appellations différentes recouvrent ces plats typiques de la gastronomie française :
- la bâtonnière de légumes ;
- la bisque ;
- le bouillon ;
- le brouet ;
- le consommé ;
- le favò ;
- la garbure ;
- le gaspacho andalou ;
- le minestrone ;
- le mouliné ;
- le velouté ;
- le suprême.

## Usages
Une soupe peut être claire ou bien liée. Les soupes claires sont préparées à base de bouillon, lui-même préparé à base de viandes de boucherie.
En France, l'usage a été de servir une soupe quotidiennement.
Elle se consomme chaude.

## Présentation et service

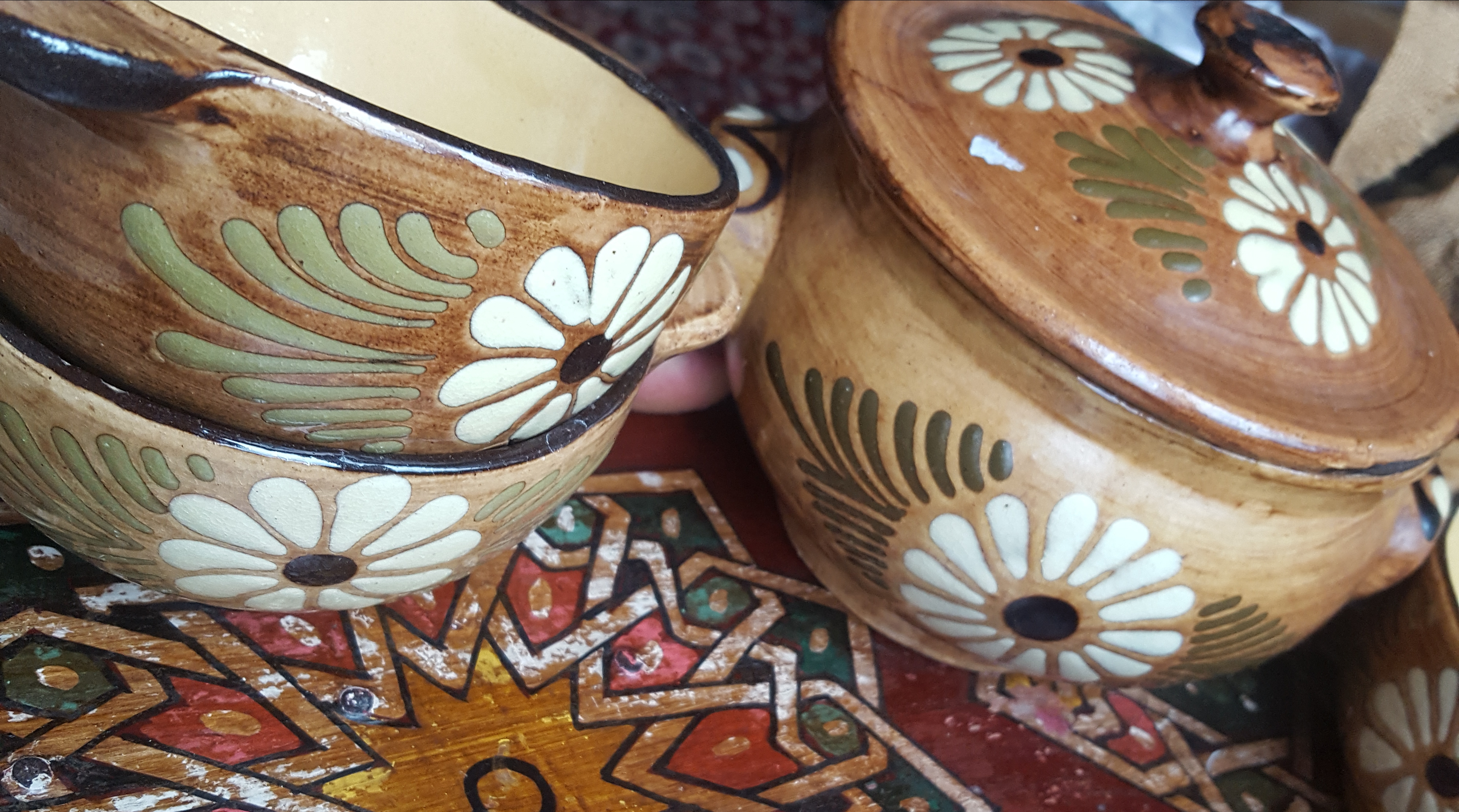
Bols et soupière dans le style de la faïence alsacienne de Soufflenheim.

La soupe est parfois présentée dans une soupière (récipient large et profond, souvent muni d'un couvercle et d'anses, utilisé pour servir la soupe ou le potage). Elle peut être ensuite servie dans des bols ou assiettes creuses, voire des verres dans le cas de soupes froides comme le gaspacho, au moyen d'une louche.

## Soupe populaire
La soupe populaire est une institution qui sert de la nourriture chaude aux personnes en difficulté. La plupart du temps, elle propose de la soupe, d'où le nom.

## Le potage en littérature
Scarron est l'auteur de cet éloge du potage :
Quand on se gorge d'un potage,

Succulent comme un consommé,

Si notre corps en est charmé,

Notre âme l'est bien davantage.

## Galerie photo

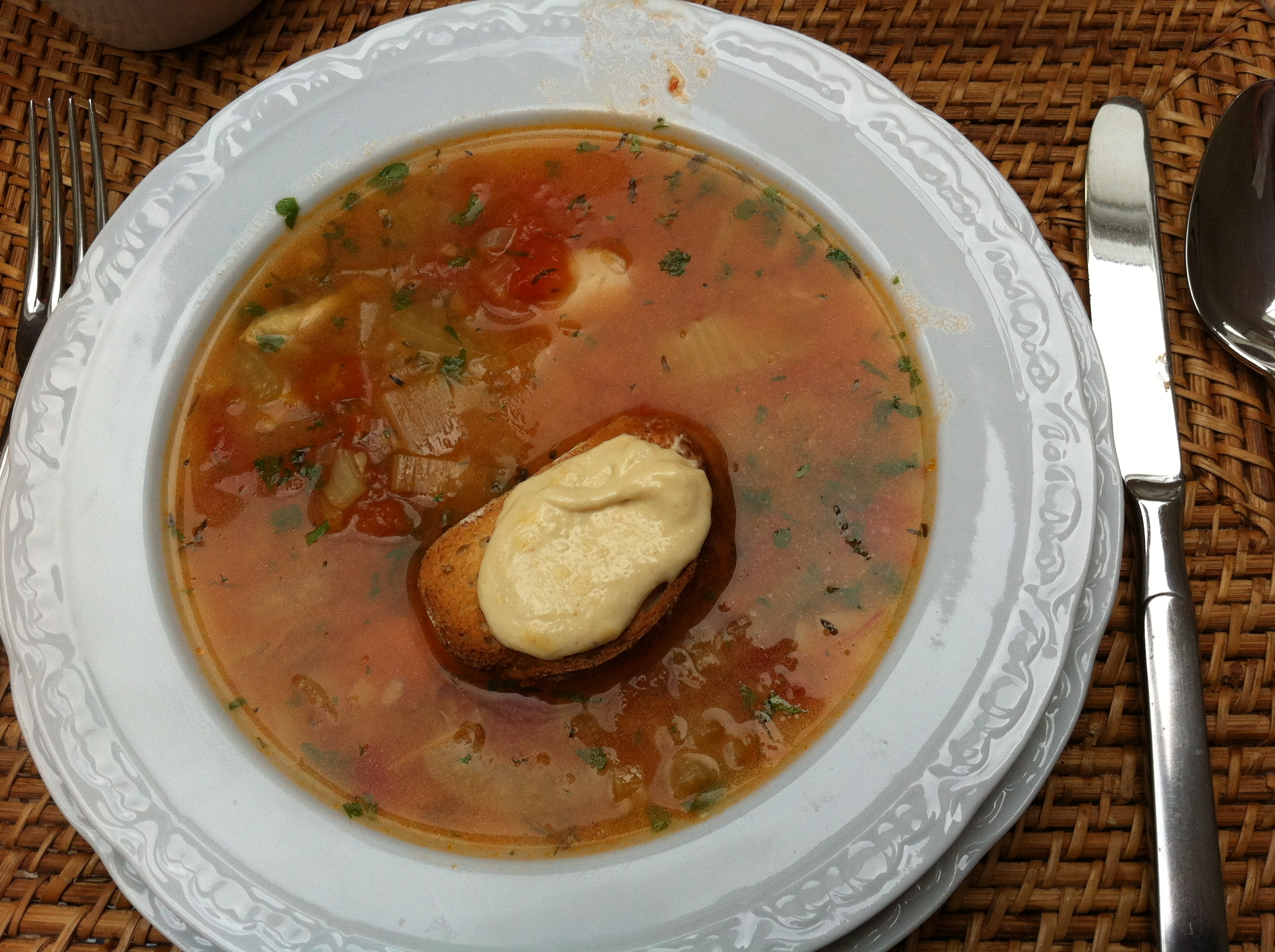
Bouillabaisse de Marseille.
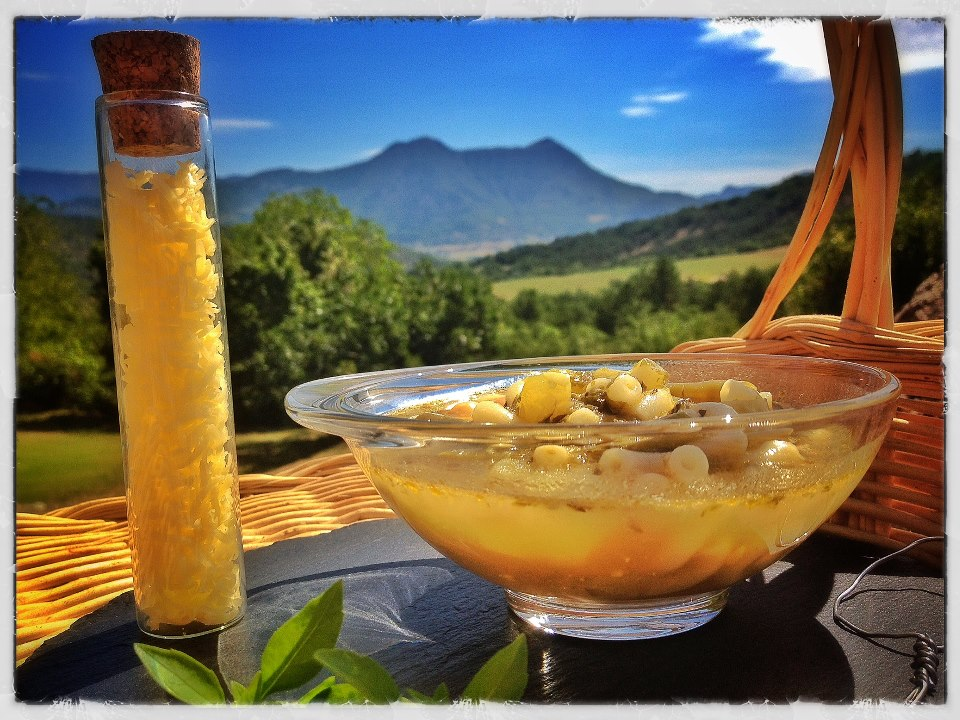
Soupe au pistou.
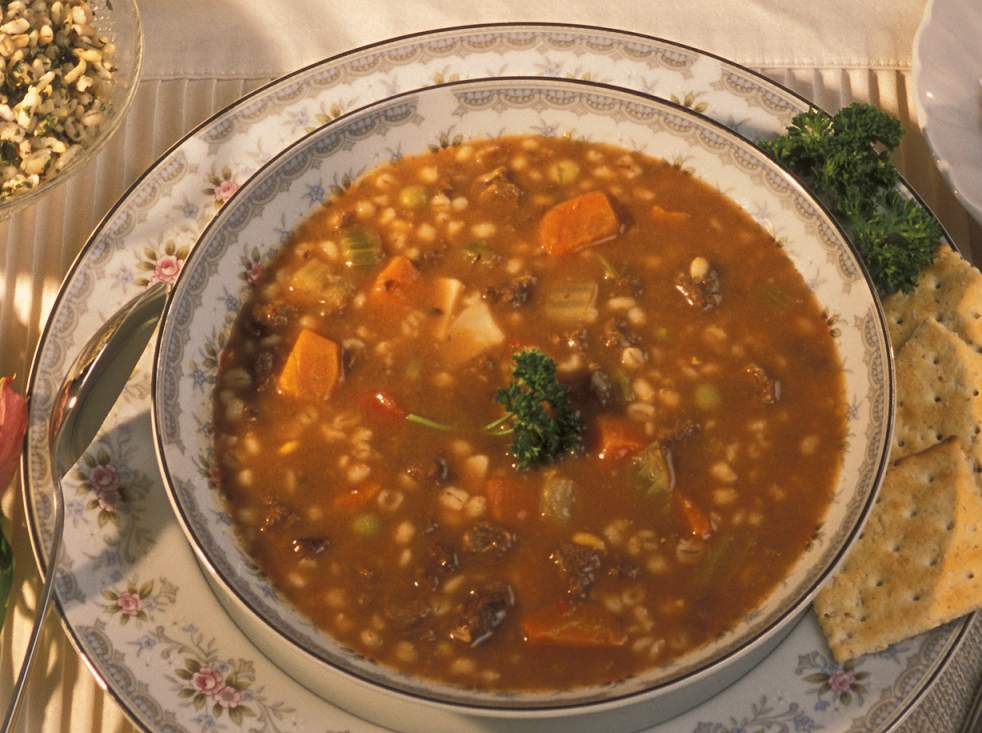
Soupe de légumes et de bœuf.
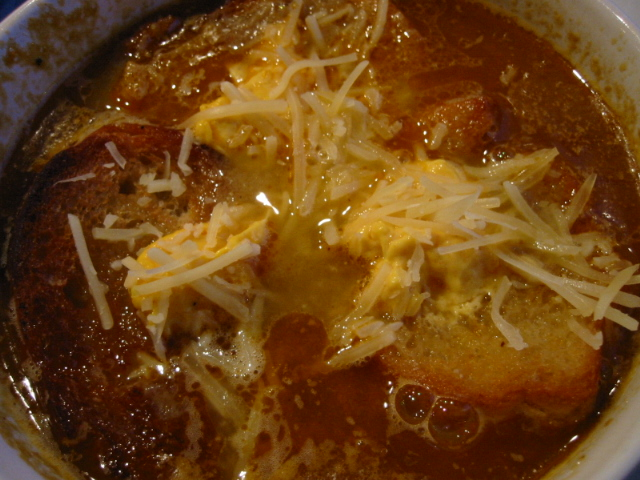
Soupe de poisson.
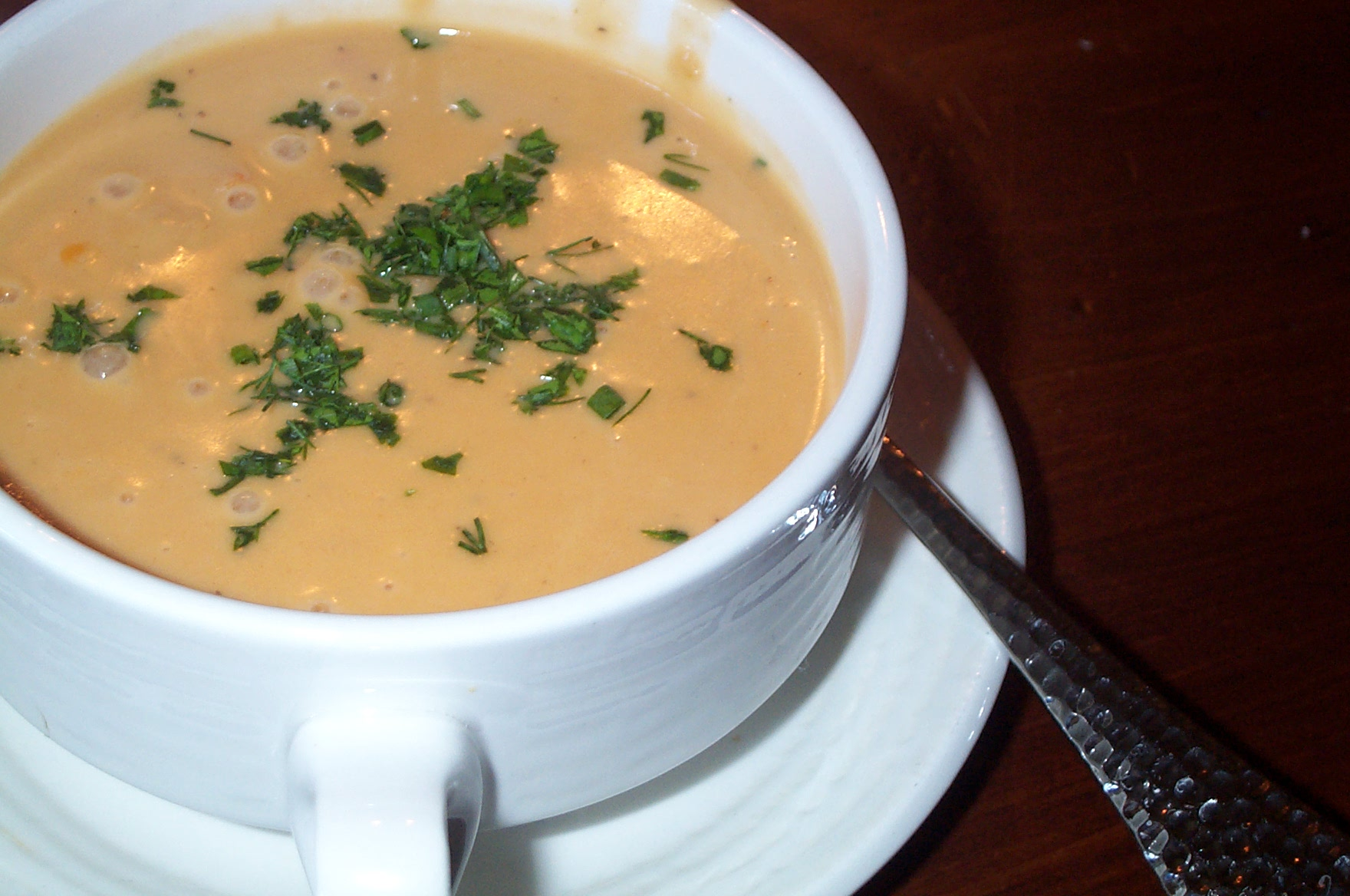
Bisque de homard.
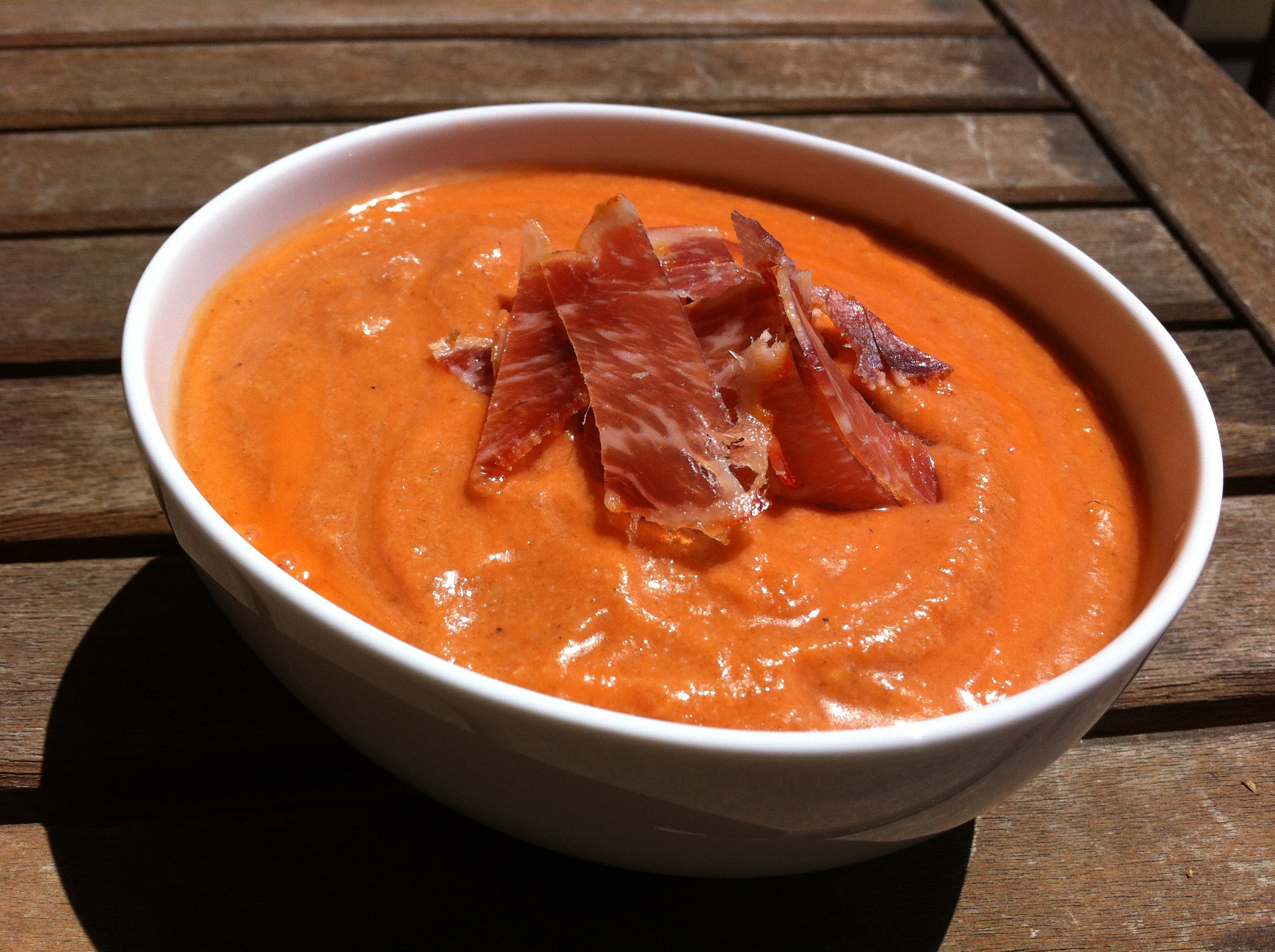
Salmorejo.
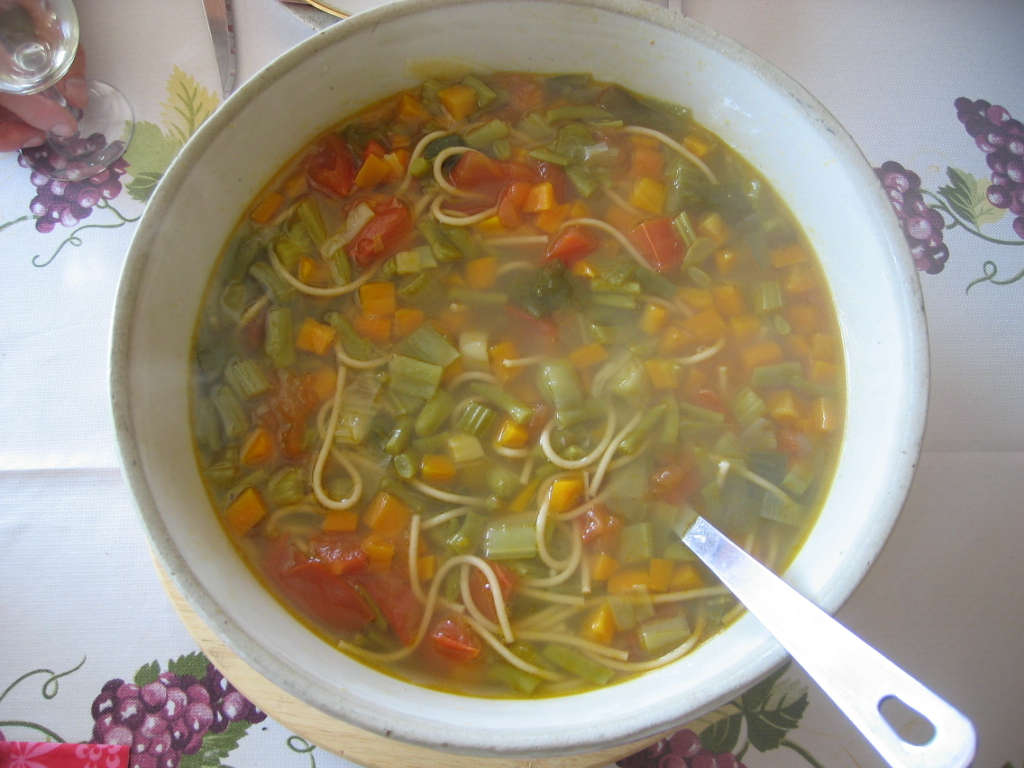
Minestrone.
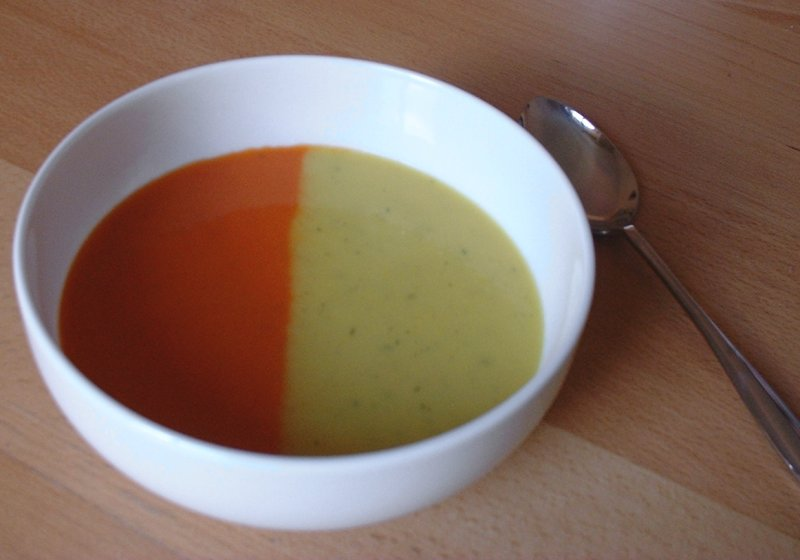
Potage bicolore.
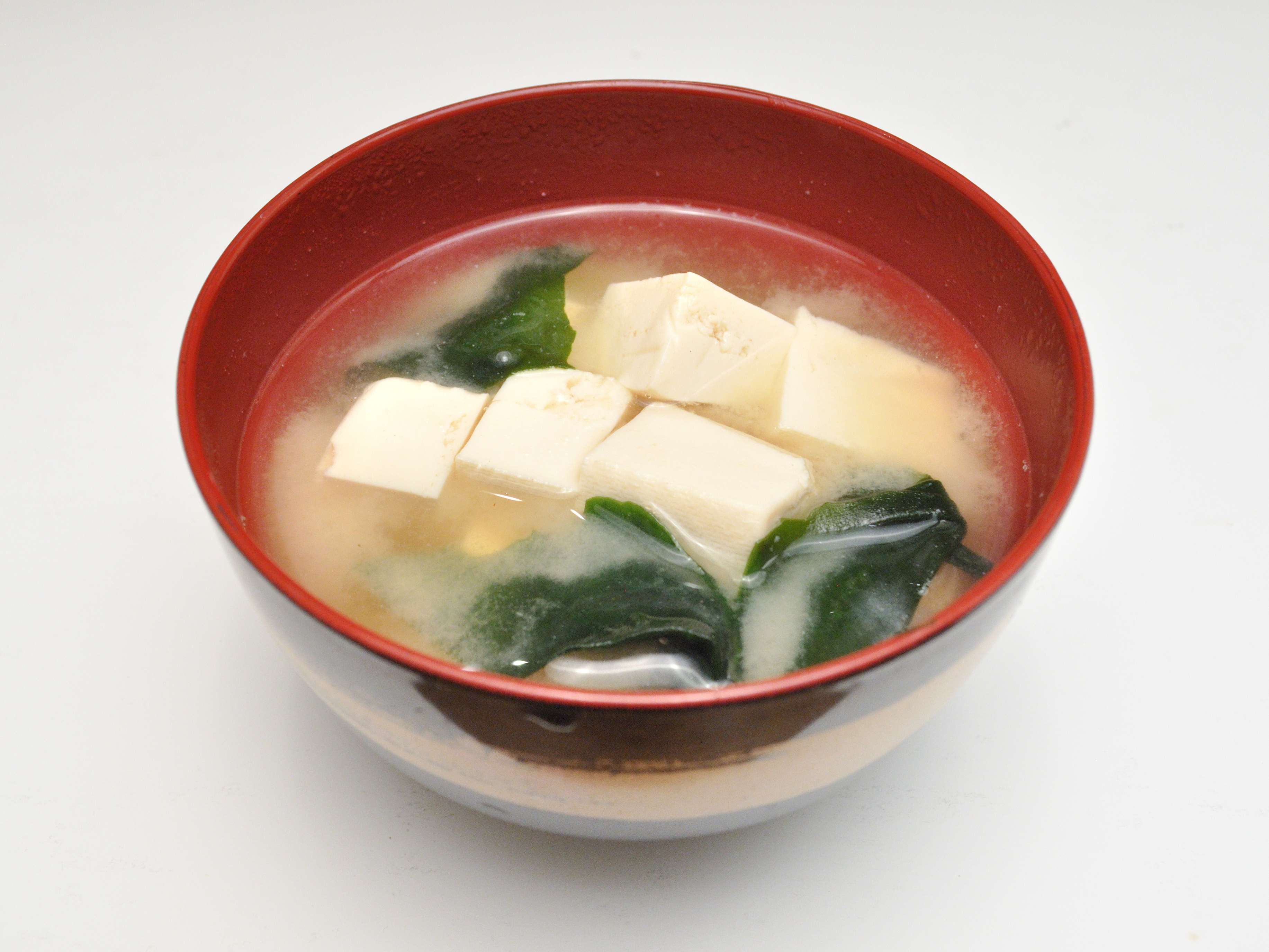
Soupe miso.
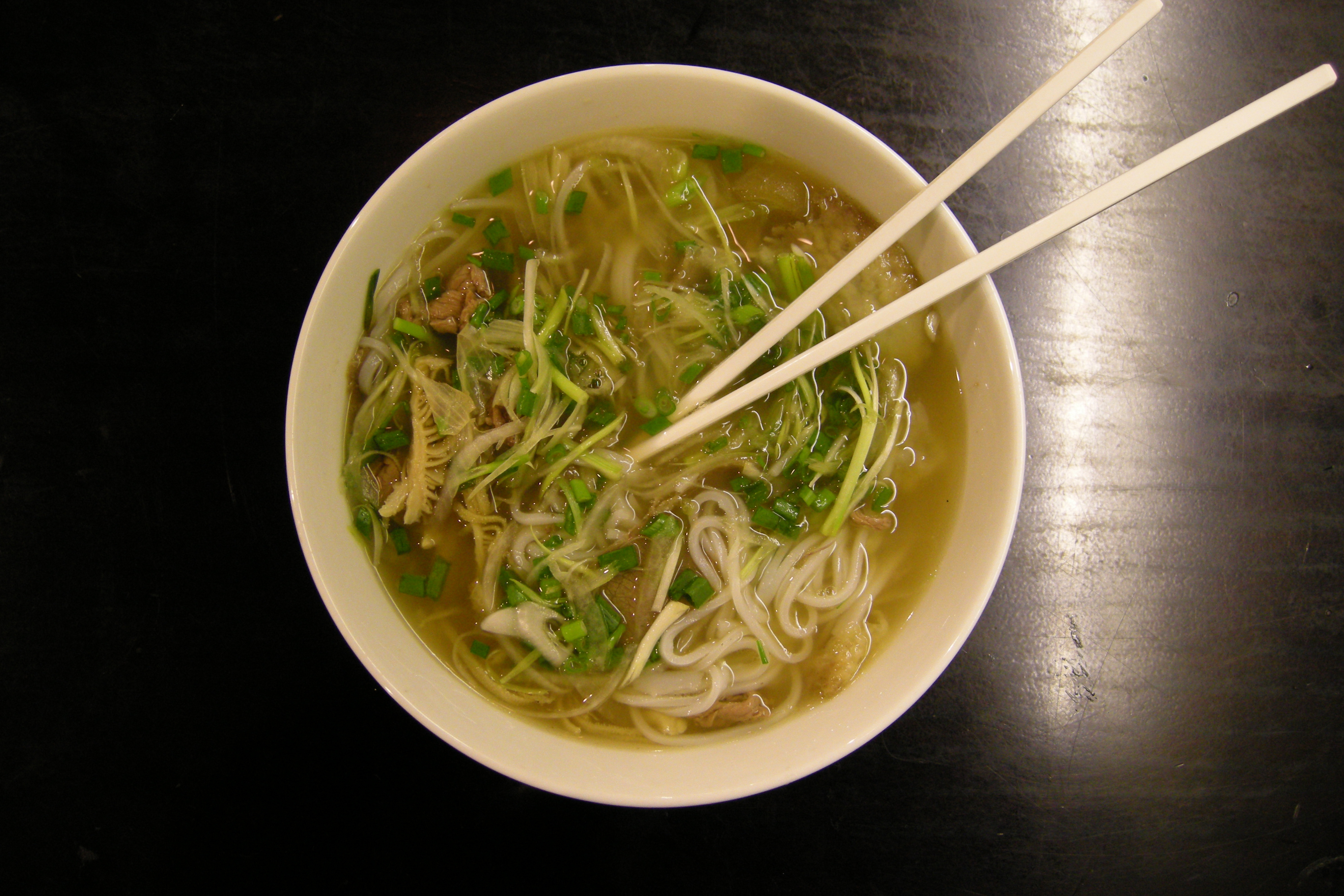
Phở vietnamien.

## Alimentation animale
Bien que ce ne soit pas la pratique dominante, chiens et chats peuvent recevoir leurs aliments en soupe.
Les porcs étaient souvent nourris autrefois avec une soupe contenant du son, les restes et eaux grasses de cuisine, lactosérum, babeurre et des éléments cuits spécifiquement dans une étuveuse : pommes de terre trop petites, rutabagas, topinambours, carottes fourragères, écarts de triages de légumes. L'ensemble pouvait aussi être cuit directement dans une grande marmite en fonte (de 25 à 100 litres) appelée chaudière. Cette méthode était très économique pour les élevages familiaux.
Dans les élevages industriels de porcs, lorsque l'on choisit la distribution en liquide, l'aliment est préparé dans une machine à soupe programmée qui assure aussi la distribution automatisée de l'aliment.